# Ембарго над Съюзна република Югославия
Първото ембарго над Съюзна република Югославия, придобило известност под наименованието югоембарго, е наложено с резолюция 757 на 30 май 1992 г. на Съвета за сигурност на ООН в началото на войните, свързани с разпадането на бивша Югославия и в частност с избухналата война в Босна и Херцеговина.
Отменено е по силата на Дейтънското споразумение на 21 ноември 1995 г. Това ембарго е известно като първото югоембарго.
Второто югоембарго над СРЮ е наложено от СС на ООН, САЩ и ЕС във връзка с началото на бойните действия (етническото прочистване) във войната в Косово и е отменено по силата на резолюция 1244 на СС на ООН след подписване на Кумановското споразумение на 10 юни 1999 г.
Бивши български премиери и правителства сочат югоембаргото като първоизточник на проблемите с престъпността и корупцията в България.